# Homolobus nigritarsis
Homolobus nigritarsis är en stekelart som beskrevs av Van Achterberg 1979. Homolobus nigritarsis ingår i släktet Homolobus och familjen bracksteklar. Inga underarter finns listade i Catalogue of Life.